# 鄯善站
鄯善站位于中华人民共和国新疆维吾尔自治区吐鲁番市鄯善县火车站镇，是兰新铁路的一座火车站，等级为三等站，距兰州站1609公里，距乌鲁木齐站283公里。目前本站仅办理货运业务。

## 車站周邊
- 中国邮政储蓄银行火车站镇支行
- 鄯善客运站
- 鄯善工业园区工商行政管理局
- 鄯善县国土资源局火车站国土所
- 宝城大酒店
- 鄯善火车站镇卫生院
- 鄯善县国税局石化园区分局
- 农村商业银行油城支行
- 中国银行鄯善火车站分理处

## 外部連結
- 中国铁路客户服务中心 （页面存档备份，存于）